# Kroatische Luftwaffenlegion

Abzeichen der Kroatischen Luftwaffen-Legion

Die Kroatische Luftwaffen-Legion (kroatisch Hrvatska zrakoplovna legija) war eine Freiwilligeneinheit innerhalb der deutschen Luftwaffe während des Zweiten Weltkrieges. Sie war Teil der sogenannten Kroatischen Legion des mit dem Deutschen Reich verbündeten Kroatiens. Haupteinsatzgebiet war die Ostfront in der Sowjetunion.

## Geschichte

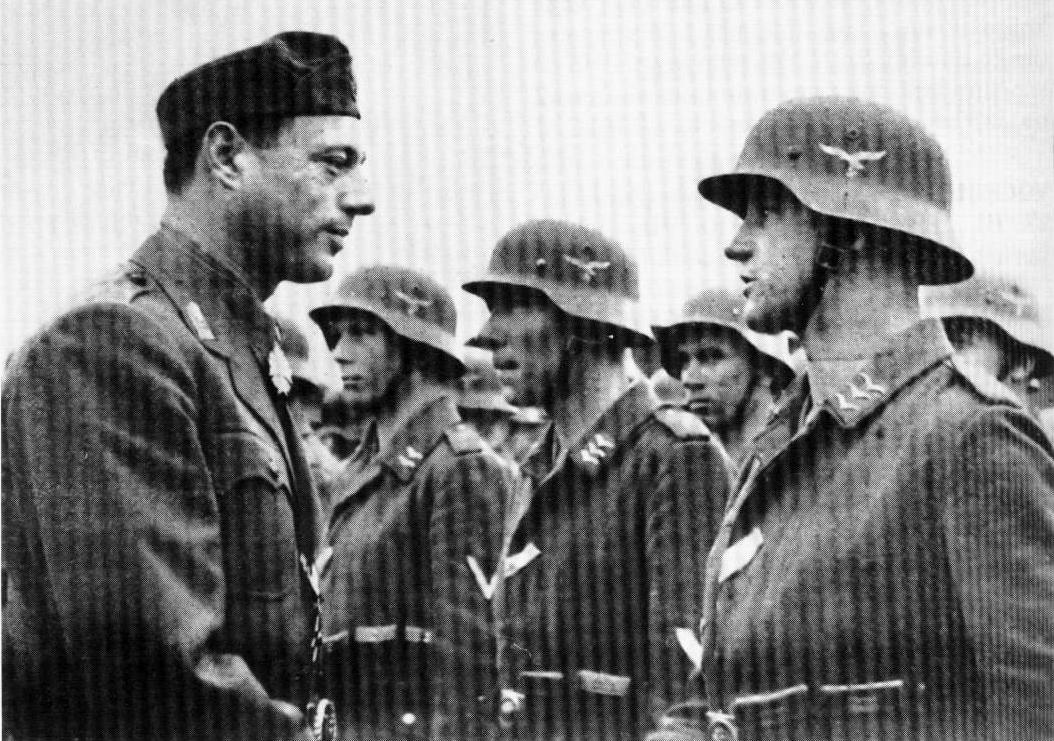
Der Kroatische Verteidigungsminister Ante Vokić besucht die Freiwilligen in Stockerau im Jahre 1944

Die Kroatische Luftwaffen-Legion ging aus der am 12. April 1941 gegründeten kroatischen Luftwaffe hervor und bestand hauptsächlich aus einer Jagd- und einer Bomberstaffel. Ab Juli 1941 wurde die Luftwaffen-Legion im Russlandfeldzug eingesetzt.
Die Jagdstaffel wurde als 15. Staffel dem Jagdgeschwader 52 (III./JG 52) der deutschen Wehrmacht zugeordnet. Bis zu ihrer Repatriierung im Juli 1944, zählte sie 263 Abschüsse über der Ukraine.
Die Bomberstaffel wurde als 10., später 15. Staffel, dem Kampfgeschwader 53 der deutschen Wehrmacht zugeordnet und über Leningrad eingesetzt. Ihre Repatriierung erfolgte im Dezember 1942.
Am 6. Januar 1942 meldete der Wehrmachtbericht: „Im Rahmen der Kampfhandlungen aus der Luft hat sich ein kroatischer Kampfverband durch kühn geführte Tiefangriffe besonders ausgezeichnet!“ Bis zur Repatriierung erhielten 33 Männer der Kroatischen Luftwaffen-Legion das Eiserne Kreuz I. Klasse, darunter als erster kroatischer Soldat der Leutnant Miroschekitsch.

## Uniformierung
Die Uniformen waren den Uniformen der deutschen Luftwaffe nachempfunden. Im Einsatz wurden deutsche, italienische und königlich-jugoslawische Uniformteile aufgetragen.

## Sonderabzeichen

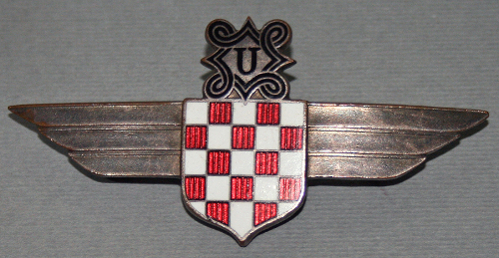
Sonderabzeichen der „Kroatischen Luftwaffen-Legion“

Das Abzeichen der „Kroatischen Luftwaffen-Legion“ (Znak Hrvatske zrakoplovne legije) zeigte das Staatswappen des Unabhängigen Staates Kroatien mit, horizontal zu beiden Seiten ausgestreckten, dreifederigen Schwingen. Tragerecht hatten alle Angehörigen der Luftwaffen-Legion (Kroaten und Ausländer). Getragen wurde es entweder in Metall oder als farbig bestickte Stoffausführung. Das Metallabzeichen wurde auf der rechten Brusttasche der Feldbluse getragen; befestigt mit einer horizontalen Fibel. Das Stoffabzeichen wurde am linken Oberarm der Feldbluse getragen. Hersteller waren die Firmen Braća Knaus und Me-Ba in Zagreb sowie die Firma Juncker in Berlin.

## Ärmelstreifen
Die Angehörigen der Luftwaffen-Legion trugen, mit 10 cm Abstand vom linken Ärmelrand, einen dunkelblauen Ärmelstreifen von 2 cm Breite, mit der silbergestickten Aufschrift ihrer entsprechenden Einheit:
- LOVCI – IZTOČNO BOJIŠTE (JÄGER – OSTFRONT)
- BOMBARDERI – IZT. BOJIŠTE (BOMBER – OSTFRONT)
- ZRAKOPLOVNI SAT – IZT. BOJIŠTE (FLIEGEREINHEIT – OSTFRONT)
- SKUPINA DŽAL (GRUPPE DŽAL)

Tragerecht hatten alle Angehörigen der Luftwaffen-Legion im Dienst der mit der Aufschrift benannten Einheit.

## Kampf- und Leistungsabzeichen
Angehörige der Legion konnten auch folgende Abzeichen der regulären kroatischen Streitkräfte tragen:
- Luftwaffenabzeichen (Fliegerspange)
- Flugzeugführerabzeichen
- Bordschützenabzeichen
- Bordfunkerabzeichen
- Fallschirmschützenabzeichen.

## Flak
Im Herbst 1943 wurde eine „Kroatische Flak-Legion“ (Protuzrakoplovna legija) im Dienst der deutschen Luftwaffe aufgestellt. Sie war der 22. Flak-Division zugeordnet (7/s. Flakabteilung 463-(0), 22. Flak-Div.) und wurde auf dem Gebiet des Deutschen Reiches als „Heimatflak“ eingesetzt.